# Sylvester Murau
Sylvester Murau (* 1907 in Mewe; † 16. Mai 1956 in Dresden) war ein deutscher Major des Ministeriums für Staatssicherheit (MfS). Nach seiner Flucht aus der DDR in die Bundesrepublik Deutschland wurde er mithilfe der eigenen Tochter zurück in die DDR entführt. Dort erwartete den 49-jährigen ein Geheimprozess. Murau wurde zum Tode verurteilt und per Fallbeil hingerichtet.

## Leben
Der Fleischersohn besuchte die Mittelschule und lernte Metzger. Er arbeitete als Viehhändler, Kohlelader und Lokheizer. 1944 wurde er wegen Wilddieberei und verbotenen Waffenbesitzes zu sechs Jahren Zuchthaus verurteilt und saß in Celle in Haft. Nach dem Krieg brachte er seine geschiedene Ehefrau mit den Kindern nach Wismar, wo er bei der Volkspolizei arbeitete. Im November 1949 übernahm ihn die Stasi Schwerin, wo er zum Vize-Abteilungsleiter aufstieg. Seine Entlassung im April 1951 wurde damit begründet, dass er seine angebliche Zeit beim Volksdeutschen Selbstschutz in Polen verschwiegen habe. Muraus eigene Version zum Grund seiner Entlassung lautete anders: Er habe nach Morden auf Usedom die Kreis-Chefin E. und den SED-Chef C. als Täter angesehen. Dies sei der wahre Grund für seine Entlassung.

## Flucht und Entführung
1954 floh Murau über West-Berlin nach Westdeutschland in den kleinen Ort Heubach bei Darmstadt. Im Oktober desselben Jahres bot seine damals 21-jährige Tochter Brigitte (die spätere „IM Honett“) der Stasi schriftlich ihre Hilfe an. Die Stasi startete den operativen Vorgang „Lump“.
Die Tochter genoss das Vertrauen des Vaters und wurde von diesem in Heubach zu einem Treffen empfangen, in dessen Verlauf Vater und Tochter scheinbar zufällig zwei Männer in Heubach kennenlernten. Am 24. Juli 1955 gelang es diesem Trio – den beiden männlichen Stasi-Agenten und der Tochter –, den betrunken gemachten Murau über die innerdeutsche Grenze in die DDR zu bringen.

## Verurteilung und Hinrichtung
Am 22. Februar 1956 wurde Sylvester Murau vom Bezirksgericht Cottbus durch die Richterin Lucie von Ehrenwall zum Tode verurteilt. In den Morgenstunden des 16. Mai 1956 wurde er in der Zentralen Hinrichtungsstätte der DDR  vom Scharfrichter in der Untersuchungshaftanstalt George-Bähr-Straße 5 in Dresden mit der Guillotine geköpft. Am 18. Mai 1956 beurkundete das Standesamt den „Sterbefall 121/56“ mit der Todesursache „Myocardinfarkt“. Die an der Entführung beteiligten Männer wurden von westdeutschen Behörden gefasst und zu zwölf bzw. zehn Jahren Zuchthaus verurteilt, die sie im Gefängnis Moabit absaßen. Die Tochter Brigitte arbeitete in der DDR unbehelligt als Friseurin weiter und heiratete den Planer der Entführung, Stasi-Oberst Albert Schubert.